# Bembidion castor
Bembidion castor är en skalbaggsart som beskrevs av Carl Hildebrand Lindroth. Bembidion castor ingår i släktet Bembidion och familjen jordlöpare. Inga underarter finns listade i Catalogue of Life.